# Raoul Tourte
Raoul Tourte, fut un sénéchal du duché de Normandie lors de la minorité du duc Richard Sans-Peur.
D'obscure origine, père de Gauthier, évêque de Paris, Raoul Tourte fut désigné par le roi carolingien Louis d'Outremer comme gouverneur ou baillistre de Normandie après l'assassinat du duc Guillaume Longue-Épée (942).
Sa tyrannie, sa cruauté et son avarice, provoquèrent le mécontentement des Normands. Se montrant « pire que les païens » selon Guillaume de Jumièges, Raoul Tourte aurait fait détruire plusieurs édifices religieux dont Jumièges en 945, pour faire bâtir des forteresses de leurs débris et renforcer les murailles de Rouen, capitale du duché. Il fit lever de lourds impôts, se montrant particulièrement rapace et, voulant mettre de l'ordre dans la maison du duc, fit chasser les jongleurs de la Cour ce qui excita un mécontentement général.
Il fut chassé à son tour par le duc Richard, débarrassé de la tutelle carolingienne après l'échec de la coalition formée par Louis d'Outremer dans le but d'attaquer Rouen (946).

## Sources
- Dudon de Saint-Quentin, Histoire des Normands, c. 990/1026
- Guillaume de Jumièges, Exploits des Ducs des Normands, c. 1071/1072
- Wace, Roman de Rou, c. 1160/1175